# Meertenstal
Inom matematisk logik är ett Meertenstal ett heltal som är sitt eget Gödeltal.
Gödelkodning av ett decimaltal med n siffror är produkten av de första n primtal upp till värdet av deras motsvarande siffror i talföljden.
Det enda kända Meertenstalet är 81312000 = 28315371112130170190.
Det var "givet" till Lambert Meertens av Richard S. Bird som present under firandet av hans 25-årsdag på CWI, Amsterdam.